# 不文律
不文律（ふぶんりつ、英: unspoken rule, unwritten rule）とは、明言されていない・もしくは明文化されていない規則のこと。暗黙のルール、暗黙の掟と言うこともある。「規則」とまではいえないが口にせずともなされる了解のことは暗黙の了解と呼ばれる。

## 概要
ある一定集団内独特のものであることも多い。これらのルールは、集団において明示されていないものの、相互の合意により一定範疇内で決定付けられるものである。しかし明文化（文章・文言の形で編纂された状態）はされておらず、専ら曖昧な相互の了解の上に成立する部分もあるため、お互いに細部の見解で異なるものを持つ場合もあり、これが誤解や遺恨を産むケースも少なくない。
汎社会的な不文律には規範ないしタブーがあり、小さい集団内においては場の空気や雰囲気といった曖昧模糊とした概念もあり、そのいずれもが明示されていないことから、一種の排他性を生む傾向が存在している。